# End Credits (EP)
End Credits là đĩa mở rộng đầu tiên của nhạc sĩ electronic người Ireland Eden. Album được phát hành trên toàn cầu ngày 8 tháng 8 năm 2015 qua hãng đĩa của anh, MCMXCV, và hãng đĩa tại Anh Seeking Blue Records. EP được sản xuất và thu âm ở Dublin trong mùa xuân năm 2015 và có bảy bài hát với thời lượng khoảng 26 phút. Tính đến năm 2021, các bài hát của EP đã thu về tổng cộng hơn 28 triệu lượt nghe trên SoundCloud.

## Bối cảnh và thu âm
Việc sản xuất End Credits bắt đầu ở Dublin sau khi Jonathon đổi biệt danh của mình từ The Eden Project thành Eden. Các bài hát được viết và ghi âm từ tháng 4 đến tháng 7 năm 2015, với ca sĩ Ireland Leah Kelly xuất hiện trong bài hát tiêu đề.

## Ảnh bìa
Mỗi bài hát trong End Credits có một ảnh bìa riêng do nhiếp ảnh gia James Saulsky chụp. Những bức ảnh bìa đều có định dạng máy ảnh phim và chụp cảnh đường ray xe lửa gần các khu dân cư khắp nước Mỹ.

## Danh sách bài hát
Tất cả bài hát đều được sáng tác bởi Jonathon Ng.
| STT              | Nhan đề                             | Thời lượng |
| ---------------- | ----------------------------------- | ---------- |
| 1.               | "02:09"                             | 4:11       |
| 2.               | "End Credits" (feat. Leah Kelly)    | 4:00       |
| 3.               | "Gravity"                           | 3:50       |
| 4.               | "Nocturne"                          | 3:17       |
| 5.               | "Interlude"                         | 2:44       |
| 6.               | "Wake Up"                           | 4:39       |
| 7.               | "catch me if you can" (Bonus Track) | 3:09       |
| Tổng thời lượng: | Tổng thời lượng:                    | 25:50      |

## Phân công
- Jonathon Ng – guitar, trống, hát, piano, thiết kế âm thanh, sản xuất, mix nhạc, lập trình
- Leah Kelly – hát (bài 2)